# Центральна Руська Народна Рада
Центральна Руська (з 1938 року — Українська) Народна Рада (ЦРНР, з 1938 року — ЦУНР) — політична організація закарпатських українців, що постала 1919 з об'єднання місцевих народних рад (Хустської, Ужгородської й Пряшівської).

## Утворення
Заснована 8 травня 1919 року, з ініціативи Авґустина Волошина. Цього ж дня у приміщенні колишнього Будинку правління Ужанського комітату в Ужгороді, делегація ЦРНР ухвалила приєднання Закарпаття до Чехословаччини на автономному статусі й вислала делегацію до Праги. Першим головою ради обрали Авґустина Волошина.

## Відокремлення москвофільського крила
9 жовтня 1919 року москвофільське крило, на чолі з  А. Бескидом, А. Ґаґатком, А. Бродієм відокремилася від ЦРНР та створила Центральну Русску Народну Раду (Совєт). Очолив москвофільську Раду Антон Бескид, заступником голови став Андрій Ґаґатко.
Припинила своє існування 29 жовтня 1938 року, після заборони діяльності політичних партій.

## Зміна назви
Після відокремлення москвофільського крила було змінено назву на Перша Центральна Руська Народна Рада.
ЦРНР існувала весь час під Чехословаччиною, як коаліція українських діячів і груп, за винятком комуністів.
8 жовтня 1938 року Перша Русько-Українська Центральна Народна Рада, очолювана А. Волошином, та Центральна Русска Народна Рада на чолі з Й. Камінським порозумілися між собою й вирішили «домагатися для Підкарпатської Русі тих самих прав, які одержала й одержить Словаччина...». На цьому засіданні двох Рад було сформовано уряд Підкарпатської Русі на чолі з прем'єр-міністром і міністром освіти А. Бродієм.
1938 року перетворилася на Центральну Українську Народну Раду (ЦУНР) та відіграла важливу роль у запровадженні державного автономного статусу Карпатської України. З січня 1939 функції ЦУНР перебрало Українське національне об'єднання (УНО).